# Keysville (Virginia)
Keysville es una localidad del Condado de Charlotte, Virginia, Estados Unidos. Según el censo de 2000 tenía una población de 817 habitantes y una densidad de población de 267.3 hab/km².

## Demografía
Según el censo de 2000, había 817 personas, 359 hogares y 194 familias residiendo en la localidad. La densidad de población era de 267,3 hab./km². Había 398 viviendas con una densidad media de 130,2 viviendas/km². El 64,75% de los habitantes eran blancos, el 33,54% afroamericanos, el 0,12% asiáticos, el 1,10% de otras razas y el 0,49% pertenecía a dos o más razas. El 1,10% de la población eran hispanos o latinos de cualquier raza.
Según el censo, de los 359 hogares en el 25,3% había menores de 18 años, el 34,0% pertenecía a parejas casadas, el 16,2% tenía a una mujer como cabeza de familia y el 45,7% no eran familias. El 43,2% de los hogares estaba compuesto por un único individuo y el 20,9% pertenecía a alguien mayor de 65 años viviendo solo. El tamaño promedio de los hogares era de 2,03 personas y el de las familias de 2,79.
La población estaba distribuida en un 20,7% de habitantes menores de 18 años, un 5,8% entre 18 y 24 años, un 23,5% de 25 a 44, un 20,0% de 45 a 64 y un 30,1% de 65 años o mayores. La media de edad era 45 años. Por cada 100 mujeres había 67,8 hombres. Por cada 100 mujeres de 18 años o más, había 67,4 hombres.
Los ingresos medios por hogar en la localidad eran de 25.750 dólares ($) y los ingresos medios por familia eran 34.667 $. Los hombres tenían unos ingresos medios de 27.750 $ frente a los 20.625 $ para las mujeres. La renta per cápita para la ciudad era de 16.560 $. El 16,9% de la población y el 10,9% de las familias estaban por debajo del umbral de pobreza. El 10,0% de los menores de 18 años y el 21,1% de los habitantes de 65 años o más vivían por debajo del umbral de pobreza.

## Geografía
Según la Oficina del Censo de los Estados Unidos, la localidad tiene un área total de 3,1 km², todos ellos correspondientes a tierra firme.